# Джузеппе Шіро
Джузеппе Шіро O.S.B.І. (італ. Giuseppe Schirò, алб. Zef Skiro; 1690, П'яна-дельї-Альбанезі — 2 грудня 1769, Рим) — італійський церковний діяч візантійського обряду албанського походження, архієпископ Дуррес, письменник, культурний діяч.

## Життєпис
Джузеппе Шіро народився у 1690 році в місцевості П'яна-деї-Ґречі (нині П'яна-дельї-Альбанезі) в родині арбереші. У 1707 році вступив до василіянського монастиря в Меццоюзо. Вивчав латину, греку, філософію і богослов'я в Папській Грецькій колегії в Римі. Після студій був магістром новіціяту в Гроттаферраті. У 1716—1728 роках був настоятелем василіянської місії в районі міста Хімара, метою якої було навернути до католицтва місцевих православних вірних. Попри незначний ефект місії, Джузеппе Шіро зібрав великий обсяг інформації, яку було враховано при організації наступних місій на цій території.
22 березня 1736 року папа Климентій ХІІ призначив Джузеппе Шіро архієпископом Дуррес, одначе решту життя він провів у Римі, де й помер.
Джузеппе Шіро писав грецькою мовою й арбереським діалектом албанської. Не зважаючи на труднощі з боку турецької влади, дбав про функціонування албанської школи, закладеної Онуфрієм Костантіні у 1660—1661 рр. в Хімарі. Освітня і літературна діяльність Джузеппе Шіро ставить його в ряд основоположників албанської писемності.
Проживаючи в Римі, архієпископ Джузеппе Шіро був святителем багатьох студентів візантійського обряду вихідців із Речі Посполитої, що навчалися в римських папських колегіях, зокрема Атанасія Шептицького, пізнішого єпископа Перемишльського, Єротея Корчинського, протоархимандрита василіян, а також хорватського василіянина Василя Божичковича. 31 грудня 1758 року був головним святителем під час єпископської хіротонії Ясона Смогожевського, пізнішого Київського митрополита.